# Six Jours de Philadelphie
Les Six Jours de Philadelphie sont une course cycliste de six jours disputée à Philadelphie, aux États-Unis. Cinq éditions ont lieu en 1902, 1932 (2 fois), 1934 et 1937.

## Palmarès
| Année           | Vainqueur                             | Deuxième                              | Troisième                        |
| --------------- | ------------------------------------- | ------------------------------------- | -------------------------------- |
| 1902            | Howard Freeman Otto Maya              | Jack McCarton Ben Monroe              | George Leander John Rutz         |
| 1903-31         | Non-disputée                          |                                       |                                  |
| 1932 (Mars)     | Marcel Guimbretière Alfred Letourneur | George Dempsey William "Torchy" Peden | Willy Grimm Norman Hill          |
| 1932 (Décembre) | Willy Grimm Edoardo Severgnini        | Harry Horan Fred Spencer              | Gérard Debaets Alfred Letourneur |
| 1933            | Non-disputée                          |                                       |                                  |
| 1934            | Gérard Debaets Alfred Letourneur      | George Dempsey Robert Thomas          | Fred Spencer Robert Walthour Jr. |
| 1935-36         | Non-disputés                          |                                       |                                  |
| 1937            | Jules Audy Henri Lepage               | Henri "Cocky" O'Brien Harold Nauwens  | Tommy Flynn Fred Spencer         |